# Roman Klim
Roman Klim (ur. 5 lutego 1940 w Brześciu nad Bugiem, zm. 7 grudnia 2000 w Gdańsku) – regionalista pomorski, miłośnik Żuław i Kociewia. Wieloletni pracownik Centralnego Muzeum Morskiego, z którego ramienia zakładał i kierował Muzeum Wisły w Tczewie oraz Muzeum Rybołówstwa na Helu. Honorowy Obywatel Miasta Tczewa (tytuł przyznany pośmiertnie w 2001). W latach 1996–2000 prezes Oddziału Kociewskiego Zrzeszenia Kaszubsko-Pomorskiego w Tczewie. Zasłużony członek PTTK. Autor wielu prac z zakresu turystyki i historii dotyczących Pomorza.

## Najważniejsze publikacje
- Cmentarze mennonickie na Żuławach Wiślanych, Gdańsk 1993.
- Dzieje kajakarstwa, Warszawa 1998.
- Notatki z kociewskich wędrówek, Tczew 1998.
- Notatki z wędrówek po Wysoczyźnie Elbląskiej i Nizinie Kwidzyńskiej, Elbląg 1999.
- Notatki z żuławskich wędrówek, Elbląg 1999.
- Żuławy Wiślane. Szlaki piesze i rowerowe, Elbląg 1986.